# Amt Wüllen
Das Amt Wüllen war ein Amt im Kreis Ahaus in Nordrhein-Westfalen. Im Rahmen der nordrhein-westfälischen Gebietsreform wurde das Amt zum 1. Juli 1969 aufgelöst. 

## Geschichte
Im Rahmen der Einführung der Landgemeindeordnung für die Provinz Westfalen wurde 1844 im Kreis Ahaus die Bürgermeisterei Wüllen in das Amt Wüllen überführt. Dem Amt gehörten die beiden Landgemeinden Ammeln und Wüllen an.
Durch das Gesetz zur Neugliederung von Gemeinden des Landkreises Ahaus wurde das Amt Wüllen zum 1. Juli 1969 aufgelöst.
Seine beiden Gemeinden wurden in die Stadt Ahaus eingegliedert, die auch Rechtsnachfolger des Amtes ist. Seit 1975 gehört die Stadt Ahaus zum Kreis Borken.

## Einwohnerentwicklung
| Jahr | Einwohner | Quelle |
| ---- | --------- | ------ |
| 1858 | 2458      | [ 2 ]  |
| 1871 | 2265      | [ 3 ]  |
| 1885 | 2264      | [ 4 ]  |
| 1910 | 3038      | [ 5 ]  |
| 1939 | 3211      | [ 6 ]  |
| 1950 | 3961      | [ 7 ]  |
| 1969 | 4484      | [ 7 ]  |